# 平山廉
平山 廉（ひらやま れん、1956年11月3日 - ）は、日本の古生物学者、早稲田大学教授。サイバー大学客員教授。専門は化石爬虫類。カメ類の系統進化や機能形態学、古生物地理学。

## 人物・来歴
東京都生まれ。慶應義塾高等学校、慶應義塾大学経済学部卒業、1989年京都大学大学院地球科学研究科地質学鉱物学専攻博士課程中退。古脊椎動物学を専攻。1989年帝京技術科学大学講師、1996年帝京平成大学助教授、2004年早稲田大学国際教養学部助教授、2006年教授（国際学術院）。2004年「化石カメ類の系統進化学的研究」で鹿児島大学理学博士。
日本を代表する日本画家・平山郁夫は実父。叔父は平山郁夫美術館館長の平山助成。

## 著書
- 『最新恐竜学』平凡社新書　1999
- 『痛快!恐竜学』集英社インターナショナル 2001
- 『図解雑学 恐竜の謎』ナツメ社 2002
- 『カメのきた道 甲羅に秘められた2億年の生命進化』日本放送出版協会・NHKブックス　2007
- 『ヴェロキラプトル はねのある小さな肉食恐竜』ポプラ社 2008
- 『誰かに話したくなる恐竜の話』宝島社 2013
- 『新説恐竜学』カンゼン 2019
- 『すごくてヤバい恐竜』カンゼン 2020
- 『面白くて眠れなくなる恐竜』PHP研究所 2020

### 監修など
- 『図解恐竜のすべて』監修 新星出版社 2001.8
- 『恐竜パーフェクト大百科 進化のなぞを追え! めざせ恐竜マスター!!』監修 レッカ社編著 カンゼン 2007.7
- 『恐竜をさがせ!』全3巻 偕成社 2008.7
- 『恐竜の復元』小林快次,真鍋真と監修 学習研究社 2008.9

翻訳
- 『恐竜と古代の生物図鑑 圧倒的ビジュアルで迫る驚異の世界』日本語版監修, [渡邊真里] [訳]. ポプラ社, 2021.12

## 参考
- http://bookweb.kinokuniya.co.jp/htm/4034376805.html
- J―GLOBAL
- https://web.archive.org/web/20190813075608/http://kyoyo.wao.ne.jp/kouza/details.php?contents_no=30021